# Varanus gouldii
Varanus gouldii este o specie de reptile din genul Varanus, familia Varanidae, descrisă de Gray 1838.

## Subspecii
Această specie cuprinde următoarele subspecii:
- V. g. gouldii
- V. g. flavirufus

## Galerie

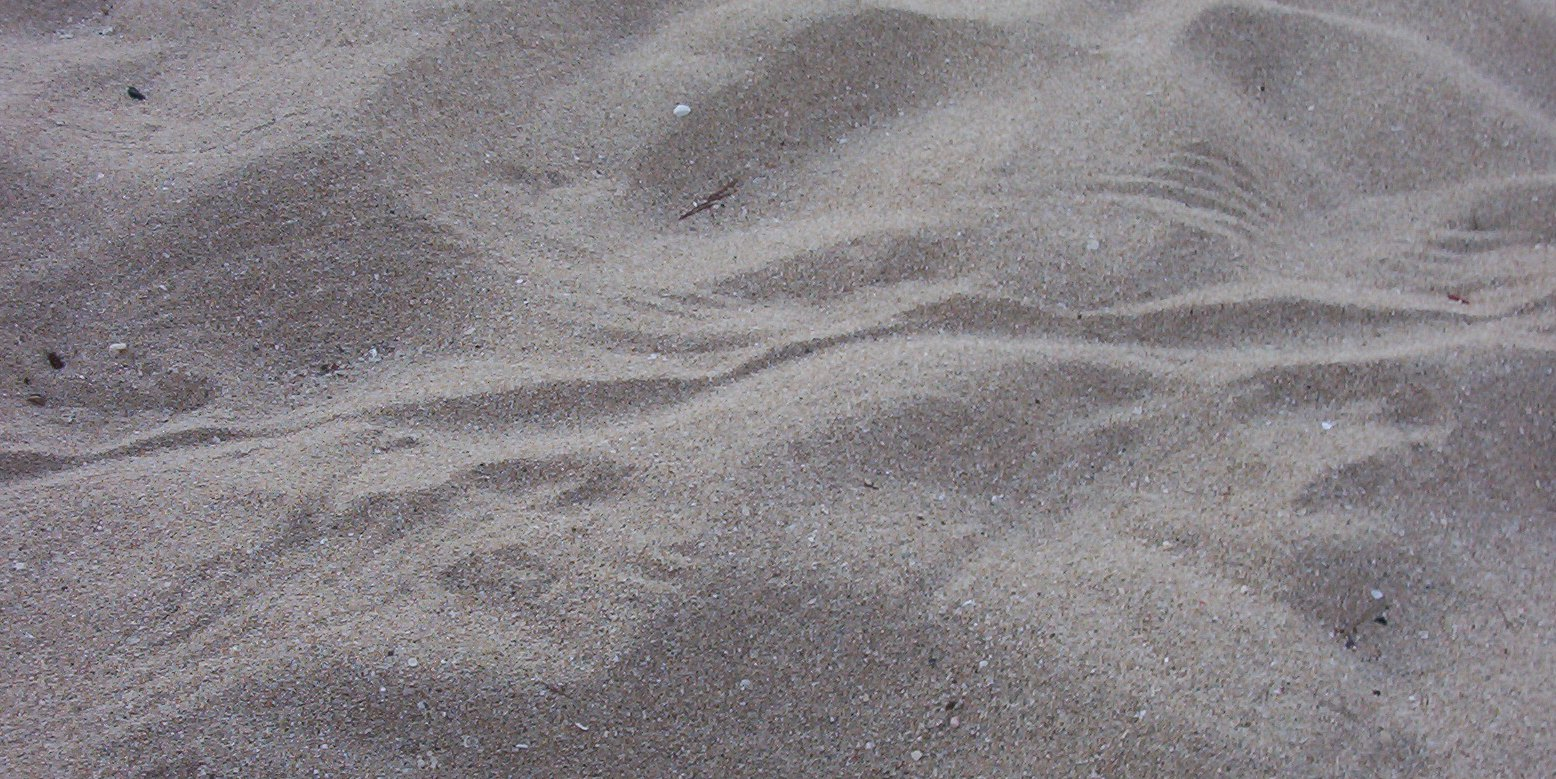
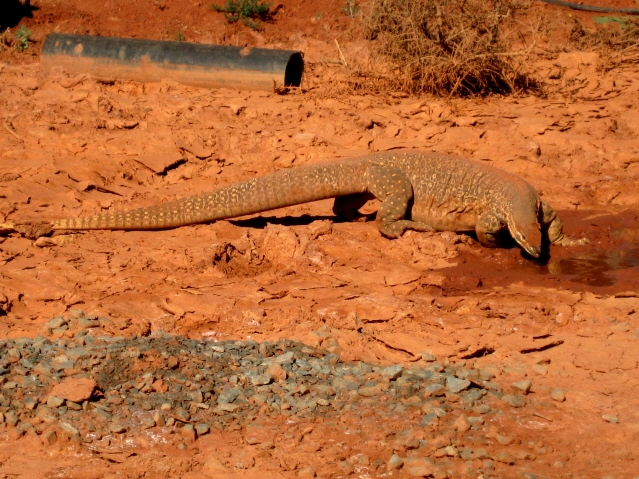
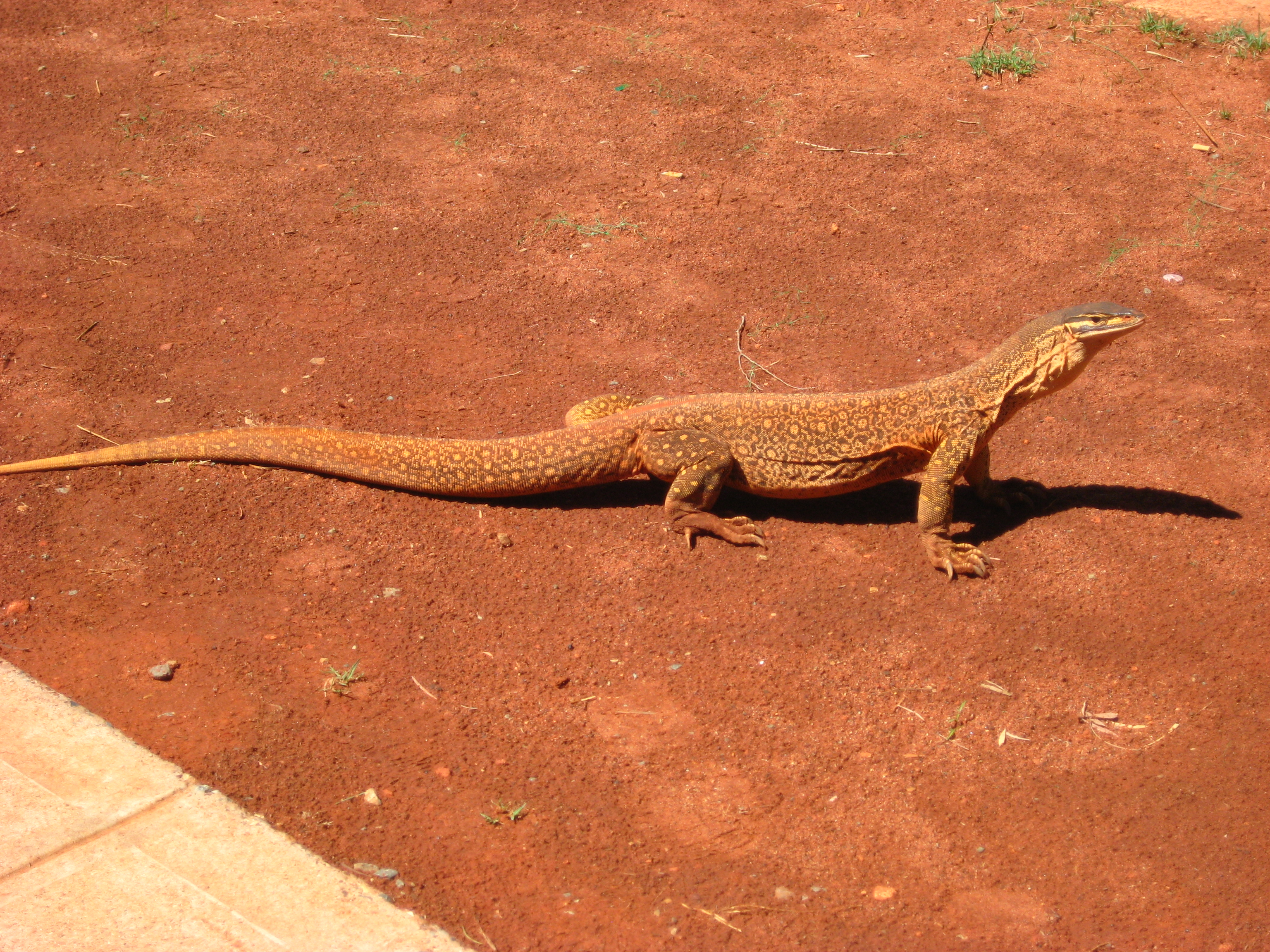
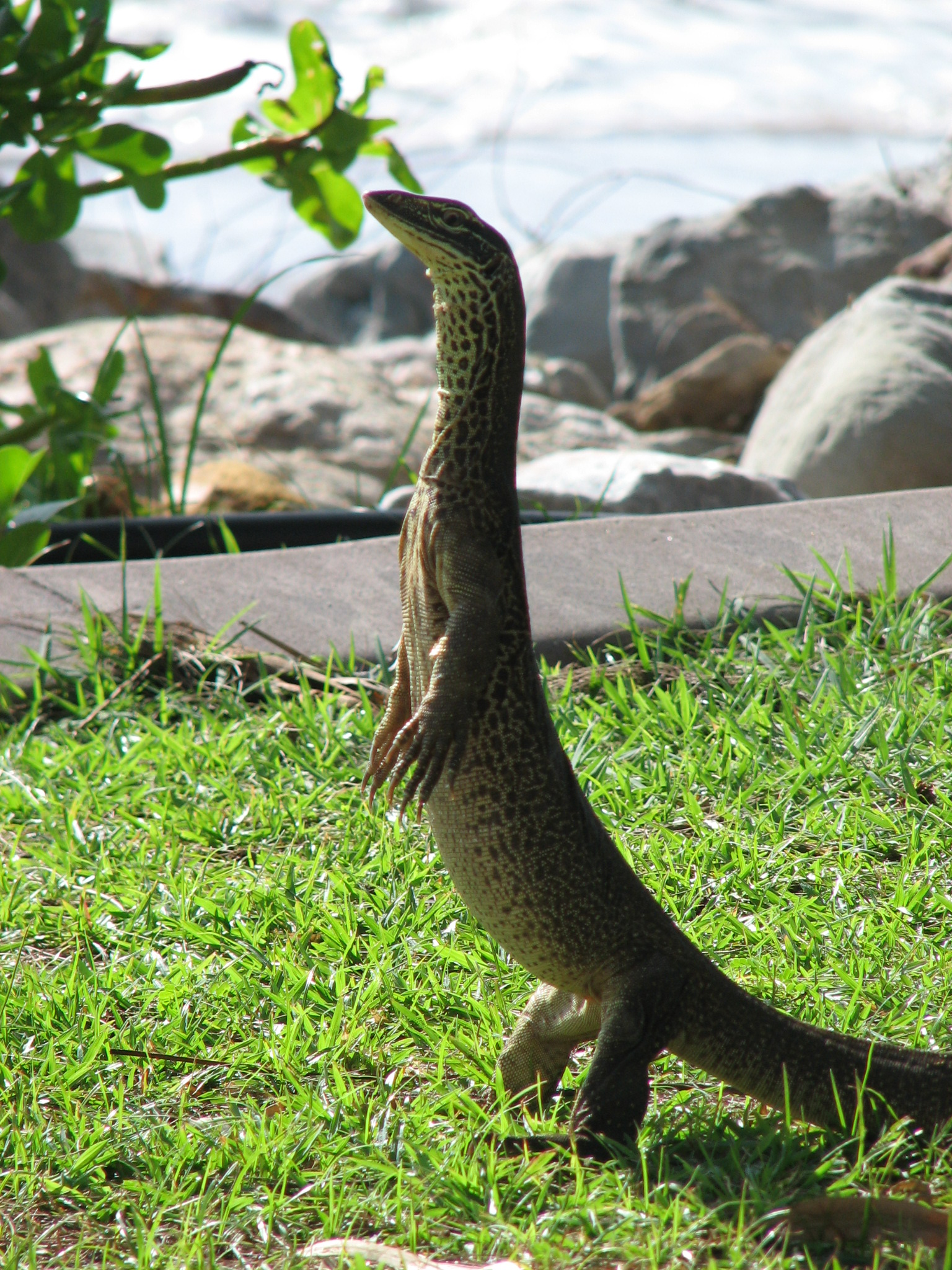
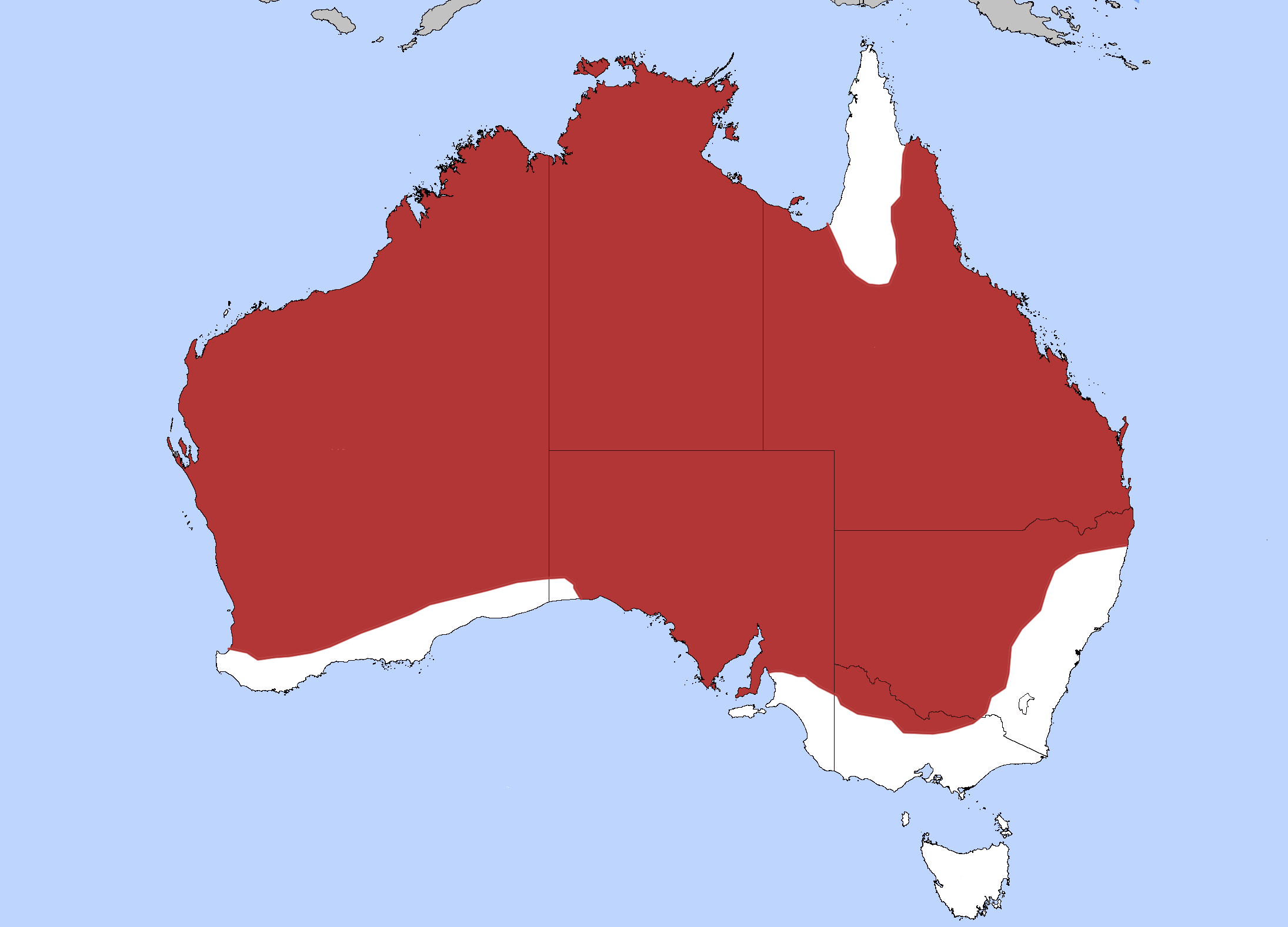
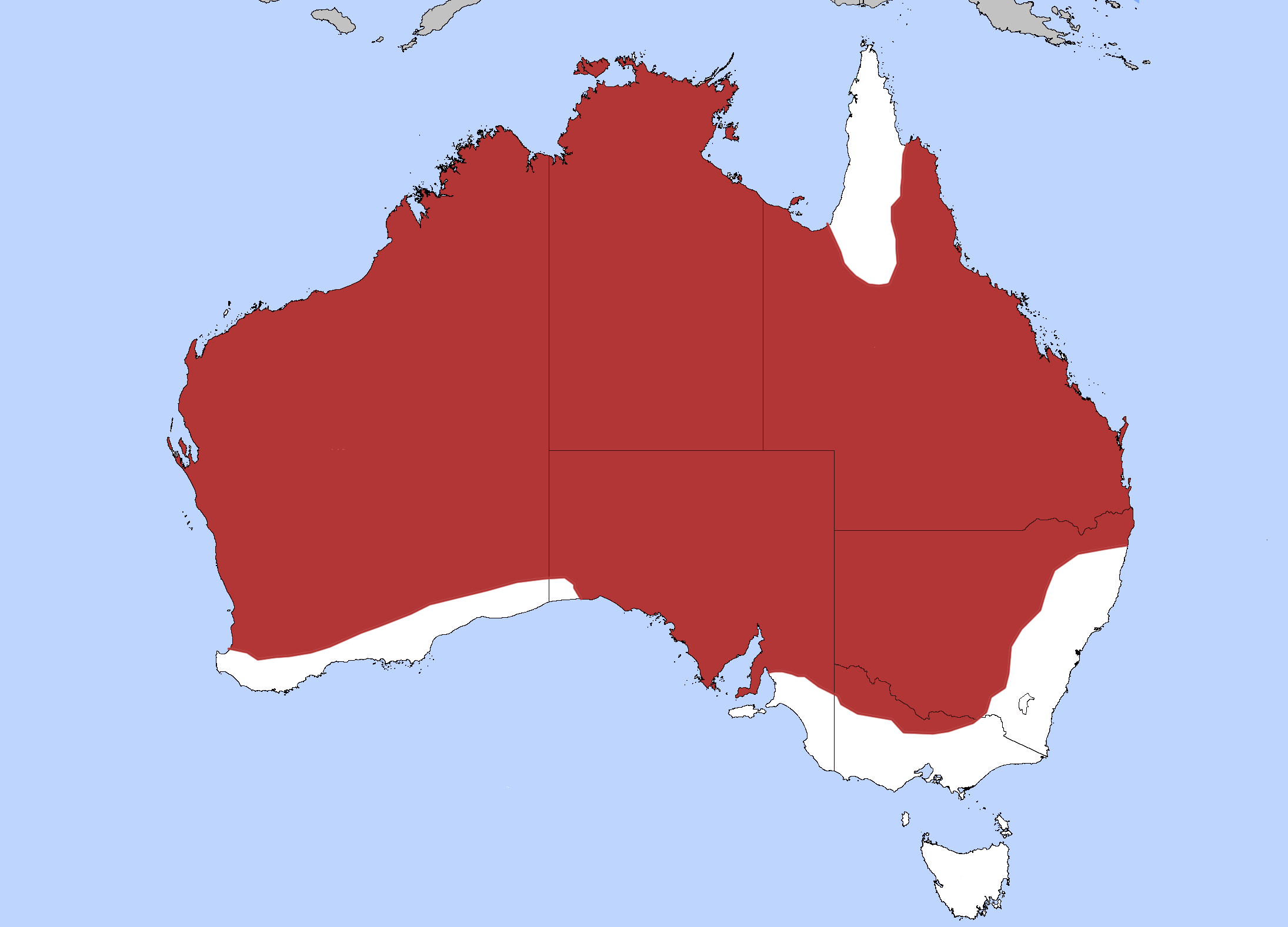